# Žanet
Žanet je žensko osebno ime. 

## Izvor imena
Ime Žanet je različica imena Žana.

## Pogostost imena
Po podatkih Statističnega urada Republike Slovenije je bilo na dan 31. decembra 2007 v Sloveniji 81 oseb z imenom Žanet.